# Шоро о

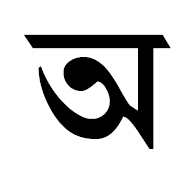

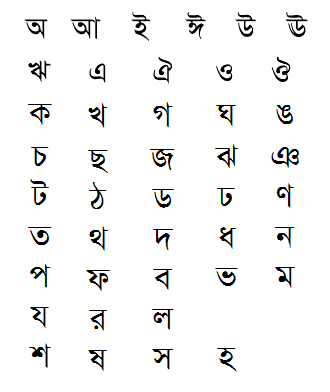

Шоро о (бенг. шоро — гласный, санск. свара) — অ, первая буква бенгальского алфавита, обозначает огубленный гласный заднего ряда средне-верхнего подъёма, присущий гласный, внутри и в конце слова не обозначается.
В настоящее время произносится как короткое «o», аналогично англ. not, pot, hot. В древности произносился как короткое «а» (аналогично англ. but, cut, hut), это объясняет произношение длинной формы гласной আ (обозначаемой лишней вертикальной чертой справа) как «а» (аналогично англ. part, large).